# Collington (Herefordshire)
Collington é uma vila e paróquia civil a 15 mi (24 km) a nordeste de Hereford, no condado de Herefordshire, na Inglaterra. Em 2001, a paróquia tinha uma população de 61 pessoas. A paróquia faz fronteira com Edvin Loach and Saltmarshe, Edwyn Ralph, Stoke Bliss, Tedstone Wafer, Thornbury e Wolferlow. Collington compartilha um conselho paroquial com Edwyn Ralph e Thornbury chamado "Conselho Paroquial do Grupo Thornbury".

## Monumentos
Existem 7 edifícios listados em Collington. Collington tem uma igreja chamada St Mary.

## História
O nome "Collington" significa 'Quinta/assentamento conectado com Cola/Col'. Collington foi registado no Domesday Book como Col(l)intune. Em 24 de março de 1884 as Casas de Madeira de Combe (que tinha uma casa em 1891) foram transferidas da paróquia de Edvin Loach para Collington.
 